# Bengen
Bengen ist ein Ortsbezirk der verbandsfreien Gemeinde Grafschaft im rheinland-pfälzischen Landkreis Ahrweiler. Der Ortsbezirk Bengen hat 512 Einwohner. Bis zur Eingliederung in die im Jahr 1974 neu gebildete Gemeinde Grafschaft war Bengen eine eigenständige Gemeinde.

## Geographische Lage
Der Ort Bengen liegt im Südosten der Gemeinde Grafschaft im Kerbtal des Bengener Baches am Fuße der Vulkaneifel. Zwei Kilometer südlich von Bengen liegt die Stadt Bad Neuenahr-Ahrweiler. Die nächste Großstadt Bonn ist etwa 25 km entfernt und liegt im Norden. Benachbarte Ortschaften sind Leimersdorf, Nierendorf, Kirchdaun, Gimmigen, Heppingen, Bad Neuenahr und Karweiler.

## Geschichte
Bengen wurde im Jahre 1289 unter dem Namen „Benghoven“ erstmals urkundlich erwähnt. Das Stift St. Dionysius (St. Denis) in Lüttich hatte in Bengen Grundbesitz und das Patronatsrecht für die Kirche. Diese Rechte wurden 1289 an das Kloster Steinfeld übertragen.
Bengen gehörte bis zum Ende des 18. Jahrhunderts zur Grafschaft Neuenahr, die zeitweise selbst die Landeshoheit ausübte. Im Jahre 1794 besetzte das Französische Revolutionsheer das Rheinland, Bengen wurde unter der französischen Verwaltung der Mairie Heimersheim im Kanton Remagen und dem Rhein-Mosel-Département zugeordnet. Nach dem Wiener Kongress kam das Gebiet 1815 zum Königreich Preußen, Bengen wurde eine eigenständige Gemeinde und der neu gebildeten Bürgermeisterei Gelsdorf im Kreis Ahrweiler im Regierungsbezirk Koblenz zugeordnet wurde. 1817 hatte Bengen 272 Einwohner. 1936 wurde die vorherige Bürgermeisterei Gelsdorf in Amt Ringen umbenannt und von 1968 bis 1974 gehörte Bengen zur Verbandsgemeinde Ringen.
Im Zuge der rheinland-pfälzischen Verwaltungs- und Gebietsreform wurde mit Wirkung vom 16. März 1974 die verbandsfreie Gemeinde Grafschaft neu gebildet. Der Gemeinderat von Bengen hatte sich mit nur zwei Stimmen für die Eingemeindung ausgesprochen, drei Stimmen sprachen sich für den Fortbestand der Verbandsgemeinde aus, eine Stimme enthielt sich der Abstimmung.

## Politik

### Ortsbezirk
Bengen ist einer von elf Ortsbezirken der Gemeinde Grafschaft. Er wird durch einen Ortsbeirat und einem Ortsvorsteher vertreten.

### Ortsbeirat
Der Ortsbeirat besteht aus sieben Mitgliedern, die bei der Kommunalwahl am 9. Juni 2024 in einer personalisierten Verhältniswahl gewählt wurden, und dem ehrenamtlichen Ortsvorsteher als Vorsitzendem. Bis zur Kommunalwahl 2014 waren es fünf Ratsmitglieder.
Die Sitzverteilung im Ortsbeirat:
| Wahl | SPD               | CDU               | WGS *             | Gesamt  |
| ---- | ----------------- | ----------------- | ----------------- | ------- |
| 2024 | 1                 | 1                 | 5                 | 7 Sitze |
| 2019 | 3                 | 4                 | –                 | 7 Sitze |
| 2014 | per Mehrheitswahl | per Mehrheitswahl | per Mehrheitswahl | 7 Sitze |
| 2009 | per Mehrheitswahl | per Mehrheitswahl | per Mehrheitswahl | 5 Sitze |

### Ortsvorsteher
Frank Schäfer (WGS) wurde am 2. Juli 2024 Ortsvorsteher von Bengen. Bei der Direktwahl am 9. Juni 2024 hatte er sich mit einem Stimmenanteil von 76,5 % gegen einen CDU-Mitbewerber durchgesetzt.
Schäfers Vorgänger Rainer Kratz (CDU) hatte das Amt seit 2011 inne und kandidierte bei der Wahl 2024 nicht erneut als Ortsvorsteher. Der Vorgänger von Rainer Kratz, Karl-Heinz Manhillen, war nach 16 Jahren im Amt im Oktober 2010 verstorben.

## Kulturdenkmäler
In Bengen befinden sich einige unter Denkmalschutz gestellte Kulturdenkmäler.
- Die katholische Pfarrkirche St. Lambertus, ein Saalbau von 1910, Kirchturm im Kern aus dem 17. Jahrhundert und 1950 erhöht

Auf dem Friedhof zwanzig Grabkreuze aus dem 18. Jahrhundert, ein altes Friedhofskreuz von 1807 und ein um 1900 errichtetes neues Friedhofskreuz
- Das ehemalige Pfarrhaus, ein Fachwerkbau aus der Mitte des 19. Jahrhunderts an der Kirchstraße 5
- Ein Fachwerkhaus aus dem 18./19. Jahrhundert an der Bogenstraße 5
- Ein Wegekreuz (Nischentyp) von 1731 bei der Lindenstraße 31

Siehe auch: Liste der Kulturdenkmäler in Grafschaft

## Wirtschaft und Infrastruktur
Bengen ist durch zwei vollerwerbs- und sieben nebenerwerbslandwirtschaftliche Betriebe geprägt. Im Ort sind fünf Handwerks- und Gewerbebetriebe ansässig, die rund 25 Arbeitsplätze bieten.

## Vereine
Bengen hat eine rege Vereinskultur. Diese findet ihre Ausprägungen in einem Junggesellenverein, der Freiwilligen Feuerwehr Bengen, einem Quartettverein, einem Möhnenverein, und einem Fußballverein. In diesen Vereinen sind über 500 Mitglieder organisiert.